# Christoph Bernoulli (Kunsthändler)
Carl Christoph Friedrich Bernoulli (* 2. Oktober 1897 in Basel; † 9. August 1981 in Rheinfelden) war ein Schweizer Kunsthändler und Innenarchitekt aus der Gelehrtenfamilie Bernoulli. 

## Leben
Christoph Bernoulli wurde 1897 als Sohn des Bibliothekars Carl Christoph Bernoulli und der Anna Bertha, geb. Burger, geboren. Er verbrachte seine Kindheit im Elternhaus an der Holbeinstrasse in Basel mit zwei älteren Schwestern. Nach der Primarschule besuchte er das Humanistische Gymnasium und wechselte 1913 mit Lucas Lichtenhan und zwei weiteren Baslern an die Evangelische Lehranstalt, Schiers (Graubünden), wo er u. a. Zaccaria und Alberto Giacometti kennenlernte. Während der Bündner Zeit geriet er auf einem Ausflug in eine Lawine und wurde daraus gerettet. 1917 bestand er die Matura und begann in Basel und Zürich – nach dem Vorbild seines Paten Andreas Heusler – Jurisprudenz zu studieren. 1918 traf er in Zürich den Kulturphilosophen Ludwig Klages, den er durch Maria Gundrum kennen gelernt hatte und mit dem er zeitlebens in Kontakt blieb. Nach dem Abbruch des Jus-Studiums immatrikulierte er sich 1919 in Philosophie, Musikgeschichte und deutscher Literaturgeschichte in Basel und schloss dieses Studium schon 1921 mit einer Dissertation und dem Doktorexamen ab. 1922 hielt er die öffentliche Promotionsrede Die Musik der Romantik als Ausdruck der romantischen Weltanschauung.
Zum Studienabschluss lud ihn  Gerhart Hauptmann, dessen Bekanntschaft er im März 1919 während Ferien im Tessin gemacht hatte, nach Berlin und Hiddensee ein. In seinem Umkreis traf er bedeutende und viele künstlerische Zeitgenossen sowie auch seine zukünftige Frau, Alice Meisel (1902–1982). 1921 gründete er in Berlin zusammen mit seinem Vater den Musikverlag «Edition Bernoulli», arbeitete 1922 als Volontär im Verlag der Frankfurter Zeitung und war Mitherausgeber philosophischer Werke. Am 4. März 1926 heiratete er in Berlin und kehrte nach Basel in sein Elternhaus zurück. Das Paar hatte zwei Söhne: Carl Christoph (1929–2011) und Peter Daniel (1936–2007). Seine Haupttätigkeiten waren von da an der Kunsthandel und die Innenarchitektur privater und öffentlicher Räume, unterstützt von seiner Frau Alice.
Durch seine weitgreifenden Kontakte in der Kunstwelt beeinflusste Christoph Bernoulli das Basler Kulturleben massgeblich. Das Haus an der Holbeinstrasse wurde zum Treffpunkt eines internationalen Kreises von Prominenten aus Theater und Film, Schriftstellern, Musikern, bildenden Künstlern und während der Zeit des Nationalsozialismus und des Zweiten Weltkrieges eine Anlaufstelle für Vertriebene und Verfolgte. Zu vielen dieser Gäste bestanden lebenslange Freundschaften mit einem regen Briefwechsel, versandt in selbst illustrierten Briefumschlägen.
1938/1939 erhielt Bernoulli den Auftrag zur Einrichtung der Weinstube im Musterhotel an der Schweizerischen Landesausstellung in Zürich. Dabei erwachte sein Interesse an der Volkskunst; er sammelte appenzellische Bauernmaler und organisierte 1941 mit Lucas Lichtenhan die Ausstellung Schweizer Volkskunst in der Kunsthalle Basel.
Er vermittelte dem Kunstmuseum Basel bekannte Bilder wie das Bildnis der Familie des Hans Rudolf Faesch von Hans Hug Kluber, La muse inspirant le poète und Forêt vierge au soleil couchant von Henri Rousseau und Vue de Paris, prise de Montmartre von Vincent van Gogh. 1946 richtete er für seinen Freund, den Historiker, Diplomaten und Schriftsteller Carl Jacob Burckhardt, die im Krieg als Warenlager benützte Schweizer Botschaft in Paris ein. 1947 erfolgte die Einrichtung der Ciba Foundation, London.

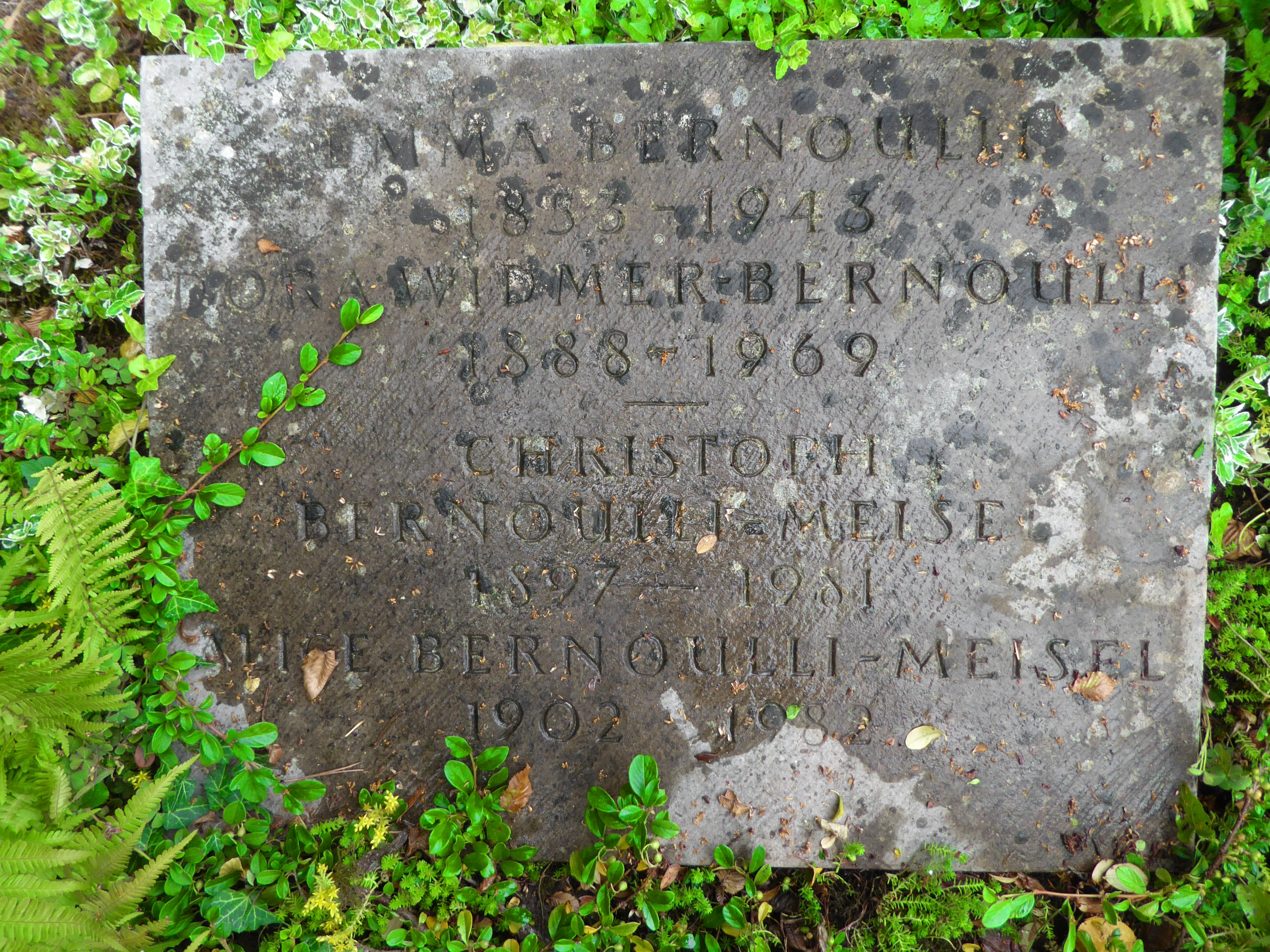
Grab, Friedhof am Hörnli.

1950/1951 wurde er im Zusammenhang mit einem Kuratorenwechsel zum ehrenamtlichen Delegierten für Ausstellungsfragen an der Kunsthalle Basel ernannt und war dort Mitorganisator folgender Ausstellungen: Blauer Reiter, 1950; L’Apocalypse – Tapisserien aus der Kathedrale von Angers, 1951; Altes Silber aus Basler Privatbesitz, 1951; Schätze altägyptischer Kunst, 1953; Meisterwerke griechischer Kunst, 1960; 125 Jahre Basler Landschaftsmalerei, 1964. Nach der Gesamtrenovation übernahm er 1955 die Einrichtung des Wildt’schen Hauses am Petersplatz in Basel. Während der Jahre 1963/1964 verpflichtete er sich, für die Collection Baur in Genf ein Museum zu schaffen. 1966 organisierte er mit einem Team ein neues Jüdisches Museum in der Basler Altstadt und arbeitete bei der Einrichtung des Antikenmuseums Basel mit. 1976/77 richtete er ein Museum in der umgebauten Stadtmühle Murten ein.
Er starb während eines Kuraufenthalts in Rheinfelden (AG) am 9. August 1981 und fand seine letzte Ruhestätte auf dem Friedhof am Hörnli.

## Kunsthandel
In seiner Zeit in Berlin lernte Christoph Bernoulli auch den Kunsthändler Curt Valentin kennen. 1921 verkaufte er für Valentin innert eines Tages zwei Picassos. So entdeckte er sein Talent für den Kunsthandel. Sowohl mit Valentin als auch mit dem Kunsthändler Alex Vömel verband Bernoulli eine enge, langjährige Beziehung.
Durch die aufgebauten Kontakte fungierte er nach seiner Rückkehr nach Basel für viele seiner (emigrierten) Bekannten aus der Kulturszene als Aufbewahrer und Händler von Fluchtgut. Darunter waren nicht nur Gemälde. Unter anderem lagerte Bernoulli etwa für Thomas Mann, den er nicht persönlich kannte, dessen «Josefs-Bibliothek».
Unter seinen Bekanntschaften der Kulturschaffenden Berlins der 1920er Jahre waren auch die Schauspielerin Eleonora von Mendelssohn und deren Bruder, der Musiker Francesco von Mendelssohn. Das Ehepaar Bernoulli blieb mit dem Geschwisterpaar von Mendelssohn bis zu deren Tod befreundet und sie besuchten einander des Öfteren. Zudem war Bernoulli ab 1930 der Kunsthändler von Eleonora von Mendelssohn.
1946 erstellte das Office of Strategic Services (OSS) Art Looting Intelligence Unit eine Liste von Personen, welche angeblich in «Raubkunst»-Handel verwickelt waren. Diese wurde 1998 vom World Jewish Congress (WJC) publiziert. Nebst 72 anderen Einträgen aus der Schweiz taucht auch Bernoulli auf dieser Liste auf. Doch die Liste baut teils auf Mutmassungen auf und ist darum mit Vorsicht zu betrachten. Genau dies sei laut den Autoren von Fluchtgut – Raubgut. Transfer von Kulturgütern in und über die Schweiz 1933–1945, einer Veröffentlichung der Unabhängigen Expertenkommission Schweiz – Zweiter Weltkrieg (UEK) als Teil des Bergier-Berichts, besonders bei Bernoulli gut erkennbar. Sie machen klar, dass ihren Untersuchungen zufolge Bernoulli zwar eine wichtige Rolle bei der Transferierung von Fluchtgut innehatte – insbesondere auch wegen der Beziehungen zu Curt Valentin, der von Deutschland nach New York emigriert war –, jedoch nicht mit Raubkunst gehandelt hat.
Einer der strittigsten Fälle betraf den Handel mit dem Gemälde «Frau auf dem Weg zur Arbeit» von Pissarro. Für diesen musste sich Bernoulli vor Gericht verantworten, da sich das Bild auf der Raubgutliste befand. Jedoch konnte ihm «keine böse Absicht» nachgewiesen werden und die Klage betreffend Rückerstattung des Ölgemäldes wurde abgewiesen.

## Werke

### Monographien
- Die Psychologie von Carl Gustav Carus und deren geistesgeschichtliche Bedeutung. Diss., Diederich, Jena 1925.
- Vom Sinn des Kunsthandwerks. Offizin Hartung, Hamburg 1961.
- Alberto Giacometti, 1901–1966, Erinnerungen und Aufzeichnungen. Huber, Bern 1974.
- Christoph Bernoulli: Ausgewählte Vorträge und Schriften. Mit Briefen und Beiträgen von Freunden. Hrsg. von Peter Nathan. Berichthaus, Zürich 1967.

### Texte (Auswahl)
- Rudolf Hanhart; Vorwort von Christoph Bernoulli: Appenzeller Bauernmalerei. Niggli, Teufen 1959/1970.
- René Wehrli; Textbeiträge von Christoph Bernoulli und Ernst Morgenthaler: Hans Fischer genannt Fis. Artemis Verlag, Zürich 1959.
- Christoph Bernoulli: Kleine Festrede zum 80jährigen Bestehen des Museums für Kunst und Kulturgeschichte Dortmund. Schloss Cappenberg, 10. April 1963. Kulturamt, Dortmund 1963.
- Manuel Gasser, Willy Rotzler: Kunstschätze in der Schweiz. Einl. von Christoph Bernoulli. Manesse Verlag, Zürich 1964.
- Christoph Bernoulli: Gedenkrede in Georg Schmidt 1896-1965. Basel 1965.
- René Creux; unter Mitarbeit von Christoph Bernoulli: Volkskunst in der Schweiz. Editions de Fontainemore, Paudex 1970.
- Charles Apothéloz; Vorwort von Christoph Bernoulli: Meisterwerke des Scherenschnitts. J. J. Hauswirth, L. Saugy. Huber, Frauenfeld 1978.